# Liste der Wiener Parks und Gartenanlagen/Penzing
Diese Liste umfasst jene Parks und Gartenanlagen, die sich im 14. Wiener Gemeindebezirk Penzing befinden und einen Namen tragen:
| Name                    | Bild | Standort                                                                            | Jahr der Errichtung          | Benannt nach                                                                   | Fläche in m² | Bauten                                                                | Kunstobjekte                                                                                | Naturdenkmäler                                                  | Anmerkungen |
| ----------------------- | ---- | ----------------------------------------------------------------------------------- | ---------------------------- | ------------------------------------------------------------------------------ | ------------ | --------------------------------------------------------------------- | ------------------------------------------------------------------------------------------- | --------------------------------------------------------------- | --- |
| Baumgartner-Casino-Park |      | Linzer Straße Koordinaten                                                           |                              | dem Baumgartner Casino                                                         | 19.480       |                                                                       |                                                                                             |                                                                 | |
| Dehnepark               |      | Dehnegasse Koordinaten                                                              | 1791                         | August Dehne                                                                   | 50.000       | „Ruinenvilla“ (Reste einer künstlichen Ruine, 1791), Bedürfnisanstalt |                                                                                             | 27 (Waldbestand mit verschiedenen Baumgruppen)                  | Ruinenvilla unter Schutz Ursprünglich ein Landschaftsgarten, 1973 der Öffentlichkeit zugänglich gemacht                               |
| Eduard-Gurk-Park        |      | Cumberlandstraße Koordinaten                                                        | 1995 (Benennung)             | Eduard Gurk                                                                    | 2.050        |                                                                       |                                                                                             |                                                                 | |
| Elfriede-Stumpf-Park    |      | Baumgartner Höhe, Käthe-Jonas-Weg, Spiegelgrundstraße, Sanatoriumstraße Koordinaten | 2023 (Benennung)             | Elfriede Stumpf                                                                | 53.490       |                                                                       |                                                                                             |                                                                 | vor der Benennung als Steinhofer Park bezeichnet, liegt zu einem kleinen Teil im 16. Bezirk                                           |
| Erich-Auer-Park         |      | Linzer Straße Koordinaten                                                           | 2008 (Benennung)             | Erich Auer                                                                     | 1.400        |                                                                       |                                                                                             |                                                                 | |
| Ferdinand-Wolf-Park     |      | Hadikgasse Koordinaten                                                              | 1911 (Benennung)             | Ferdinand Wolf (1824–1906), letzter Bürgermeister von Hütteldorf               | 26.210       |                                                                       |                                                                                             |                                                                 | |
| Franz-Sauer-Park        |      | Anzbachgasse Koordinaten                                                            | 1989 (Benennung)             | Franz Sauer (1898–1981), Pfarrer von Wolfersberg                               | 2.010        |                                                                       |                                                                                             |                                                                 | |
| Gustav-Jäger-Park       |      | Mariahilfer Straße Koordinaten                                                      | 1962 (Benennung)             | Gustav Jäger                                                                   | 7.000        | Technisches Museum Wien (Schneider, 1913)                             |                                                                                             |                                                                 | Vom Auer-Welsbach-Park durch Mariahilfer Straße und Bezirksgrenze getrennt (Siehe Rudolfsheim-Fünfhaus). Museumsgebäude unter Schutz. |
| Gustav-Klimt-Park       |      | Felbigergasse Koordinaten                                                           |                              | Gustav Klimt                                                                   | 6.350        |                                                                       |                                                                                             |                                                                 | Rund um das Pensionistenwohnhaus Gustav klimt, als Aktiv-Park definiert                                                               |
| Hadikpark               |      | Linke Wienzeile Koordinaten                                                         | 1822                         | Andreas Hadik von Futak                                                        | 20.200       |                                                                       | Denkmal für Franz X. Mayer (Stifter des Parkgeländes, 1840), Jung-Brunnen (Panholzer, 1906) |                                                                 | |
| H.C.-Artmann-Park       |      | Schützplatz Koordinaten                                                             | 2002 (Benennung)             | H. C. Artmann                                                                  | 2.350        |                                                                       |                                                                                             |                                                                 | |
| Heinz-Conrads-Park      |      | Schlossallee Koordinaten                                                            | 1989 (Benennung)             | Heinz Conrads                                                                  | 5.310        |                                                                       | Gedenkstein für Conrads (Lehner, 1990)                                                      |                                                                 | |
| Hilde-Sochor-Park       |      | im Zwickel von Breitenseer und Hütteldorfer Straße Koordinaten                      | 2021 (Benennung)             | Hilde Sochor                                                                   | 200          |                                                                       |                                                                                             |                                                                 | |
| Jutta-Steier-Park       |      | zwischen Leyserstraße und Spallartgasse Koordinaten                                 | 2022 (Benennung)             | Jutta Steier (1943–2017), SPÖ Bezirksvorsteherin von Penzing von 1992 bis 2001 | 15.000       |                                                                       |                                                                                             |                                                                 | |
| Karl-Terkal-Park        |      | Bujattigasse Koordinaten                                                            | 2001 (Benennung)             | Karl Terkal                                                                    | 910          |                                                                       |                                                                                             |                                                                 | |
| Klara-Weingarten-Park   |      | zwischen Heinrich-Collin-Straße und Ameisbachzeile Koordinaten                      | 2023 (Benennung)             | Klara Weingarten                                                               | 1.300        |                                                                       |                                                                                             |                                                                 | Straßenzwickel, der als Vorplatz des Hanusch-Krankenhauses fungiert                                                                   |
| Lotte-Lenya-Park        |      | Lotte-Lenya-Platz Koordinaten                                                       | 2002 (Benennung des Platzes) | Lotte Lenya                                                                    | 800          |                                                                       |                                                                                             |                                                                 | |
| Ludwig-Zatzka-Park      |      | Hütteldorfer Straße Koordinaten                                                     | 1988 (Benennung)             | Ludwig Zatzka                                                                  | 5.320        | Vorortebahnhof Breitensee                                             |                                                                                             |                                                                 | |
| Josef-Matzner-Park      |      | Matznergasse Koordinaten                                                            | 1981 (Benennung)             | Josef Matzner (1822–1907), Bezirksrichter von Hietzing                         | 30.330       | Penzinger Friedhof                                                    |                                                                                             |                                                                 | |
| Ordeltpark              |      | Kendlerstraße Koordinaten                                                           | 1910 (Benennung)             | Ferdinand Ordelt (1836–1908), Geistlicher Rat und Jugendbildner                | 5.060        |                                                                       |                                                                                             |                                                                 | |
| Raimund-Pokorny-Park    |      | Bierhäuselberggasse Koordinaten                                                     | 2003 (Benennung)             | Raimund Pokorny (1916–1983), ortsansässiger Arzt                               | 1.600        |                                                                       |                                                                                             |                                                                 | |
| Reinlpark               |      | Reinlgasse Koordinaten                                                              | 1902                         | Josef Reinl (1813–1866), Bürgermeister von Penzing                             | 3.140        | Kinderfreibad                                                         |                                                                                             |                                                                 | |
| Steinhofgründe          |      | Heschweg Koordinaten                                                                | 1907                         | einem Flurnamen                                                                | 420.000      | Ummauerung aus der Entstehungszeit                                    |                                                                                             | 707 (Eingriffeliger Weißdorn), 708 (Zerreiche), 709 (Zerreiche) | Ummauerung unter Schutz |
| Ulmenpark               |      | zwischen Ulmenstraße und Hüttelberggasse Koordinaten                                | 2016 (Benennung)             | einem Flurnamen (amtlicher Nachvollzug des umgangssprachlichen Namens)         | 11.200       |                                                                       |                                                                                             |                                                                 | liegt zu einem kleinen Teil im 17. Bezirk                                                                                             |
| Waidhausenpark          |      | zwischen Waidhausengasse und Pachmanngasse Koordinaten                              | 2016 (Benennung)             | einem Flurnamen (amtlicher Nachvollzug des umgangssprachlichen Namens)         | 12.000       |                                                                       |                                                                                             |                                                                 | |